# Алфред Кирва Јего
Алфред Кирва Јего (енгл. Alfred Kirwa Yego‎; Елдорет, 28. новембар 1986) је кенијски атлетичар, средњопругаш, чија су специјалност трке на 800 метара.
На Светском првенству 2007. у Осаки победио је и освојио злато. Стазу од 800 метара је претрчао за 1:47.09 док је друго место припало
Канађанину Герију Риду, а треће Русу Јурију Боржаковском.
На Летњим олимпијским играма 2008. у Пекингу је освојио трће место са оствареним резултатом 1:44.82. Испред њега су кроз циљ прошли његов сународник Вилфред Бунгеи и Суданац Ахмет Исмаил.

## Лични рекорди
| Дисциплина  | Резултат | Датум            | Место  |
| ----------- | -------- | ---------------- | ------ |
| 800 метара  | 1:43.89  | 27. август 2006. | Ријети |
| 1500 метара | 3:33.68  | 8. мај 2009.     | Доха   |